# Apteroperla verdea
Apteroperla verdea är en bäcksländeart som först beskrevs av Kawai 1967.  Apteroperla verdea ingår i släktet Apteroperla och familjen småbäcksländor. Inga underarter finns listade i Catalogue of Life.